# Сіуч (Ульяновська область)
Сіуч (рос. Сиуч) — село в Майнському районі Ульяновської області Російської Федерації.
Населення становить 199 осіб. Входить до складу муніципального утворення Тагайське сільське поселення.

## Історія
Від 2004 року входить до складу муніципального утворення Тагайське сільське поселення.

## Населення
| 2010 |
| ---- |
| 199  |